# Les Tronçois
Les Tronçois est le nom donné à un sommet du Morvan se situant sur la commune de Ménessaire, dans la Côte-d'Or.

## Géographie
Situé à l'extrême sud-ouest du département de la Côte-d'Or, dans l'exclave de Ménessaire. Il est situé à près d'un kilomètre du mont de Gien. Culminant à 720 m, il s'agit du 2e plus haut sommet du département et un des principaux sommets du Morvan.